# Barbro Arfwidsson
Barbro Arfwidsson (ur. 20 września 1932) – szwedzka curlerka, mistrzyni Europy z 1978. Reprezentowała Norrköpings Curlingklubb grając w zespole swojej siostry Ingi, jest również siostrą Rolfa.
Arfwidsson zadebiutowała na arenie międzynarodowej jako trzecia w zespole siostry na Mistrzostwach Europy 1978. Szwedki z ośmioma wygranymi w fazie grupowej awansowały prosto do finału. Pokonały w nim wynikiem 11:2 Szwajcarki (Heidi Neuenschwander). Kolejny raz Barbro wystąpiła na Mistrzostwach Świata 1985, pełniła tam funkcję otwierającej. Szwecja po dwóch porażkach w fazie play-off z Kanadą (Linda Moore) i Szwajcarią (Erika Müller) uplasowała się na 4. miejscu. Jeszcze w tym samym roku ekipa z Norrköping reprezentowała kraj na ME, tym razem zajęła 5. miejsce. Po kilku miesiącach Arfwidsson zagrywała pierwsze kamienie na Mistrzostwach Świata 1986. Szwedki awansowały do fazy finałowej, po przegranym półfinale przeciwko Kanadzie (Marilyn Bodogh-Darte) zdobyły brązowy medal pokonując 10:9 Szkotki (Isobel Torrance Junior).

## Drużyna
|           | Czwarta         | Trzecia           | Druga             | Otwierająca       |
| --------- | --------------- | ----------------- | ----------------- | ----------------- |
| 1984/1986 | Maud Nordlander | Inga Arfwidsson   | Ulrika Åkerberg   | Barbro Arfwidsson |
| 1977/1979 | Inga Arfwidsson | Barbro Arfwidsson | Ingrid Appelquist | Gunvor Björhäll   |